# 金拉米
金拉米是一种双人卡片遊戲，也是拉米紙牌的变体。

## 历史
金拉米于1909年发明。   起初該卡片遊戲只在纽约流行，直到1941年才在好莱坞掀起一股热潮，并传遍了美国。 